# فهرست گرته‌برداری‌ها
گرته‌برداری نوعی وامگیری زبانی است که در آن، صورت ترکیبی یا اصطلاحات زبان دیگری، تجزیه می‌شود و برای هر یک از کلمه‌های آن اصطلاح، یک معادل قرار داده می‌شود و عبارت به زبان وام‌گیرنده ترجمه می‌شود. در زیر فهرست گرته‌برداری‌ها در زبان‌های مختلف آمده‌است.

## در فارسی
- در جریان قرار دادن (یا گذاشتن) از فرانسوی
- نقطه نظراز زبان‌های فرانسوی و انگلیسی
- «در رابطه با» یا «در ارتباط با»: این اصطلاح ترجمهٔ لفظ‌به‌لفظ اصطلاح «à propos de» در فرانسوی است.
- بی‌تفاوت: از فرانسوی و انگلیسی
- روی کسی حساب کردن: از فرانسوی و انگلیسی
- خدای من: این تعبیر در زبان فارسی به کار نمی‌رفته‌است و در سال‌های اخیر از ترجمه «my god» رایج شده.